# Głębockie Drugie
Głębockie Drugie [pronunciación en polaco: /ɡwɛmˈbɔt͡skʲɛ ˈdruɡʲɛ/] es un pueblo ubicado en el distrito administrativo de Gmina Ślesin, dentro del Distrito de Konin, Voivodato de Gran Polonia, en el oeste de Polonia central. Se encuentra aproximadamente a 6 kilómetros al noreste de Ślesin, a 22 kilómetros al norte de Konin, y a 99 kilómetros al este de la capital regional Poznań.
El pueblo tiene una población de 81 habitantes.